# Gymnostachyum thwaitesii
Gymnostachyum thwaitesii är en akantusväxtart som beskrevs av T. Anders.. Gymnostachyum thwaitesii ingår i släktet Gymnostachyum och familjen akantusväxter. Inga underarter finns listade i Catalogue of Life.